# Sveriges bostadspolitik
Sveriges bostadspolitik är den samhällsplanerande politik som svenska staten för om bostäder i Sverige, och syftar till att skapa en god samhällsplanering i fråga om hållbar utveckling för livsmiljö och ekonomisk utveckling, och inrymmer byggande, bostadsförsörjning och bostadsmarknader.
Bostadspolitiken har sedan slutet av 1940-talet haft målsättningen att "hela befolkningen ska beredas sunda, rymliga, välplanerade och ändamålsenligt utrustade bostäder av god kvalitet till skäliga kostnader". Detta har inneburit att de allmännyttiga bostadsföretagens uppgift till skillnad från i många andra länder inte begränsats till så kallade socialbostäder för de minst bemedlade hushållen. Svensk bostadspolitik kännetecknas sedan 1940-talet även av hyresregleringen; en inskränkning i avtalsfriheten på bostadsmarknaden som begränsar hyresnivåerna och principiellt förhindrar marknadshyror.
Under 1990-talet har målet om ett ekologiskt hållbart boende tillkommit.
I Sveriges riksdag behandlas bostadspolitiska frågor inom Civilutskottet.

## Historik

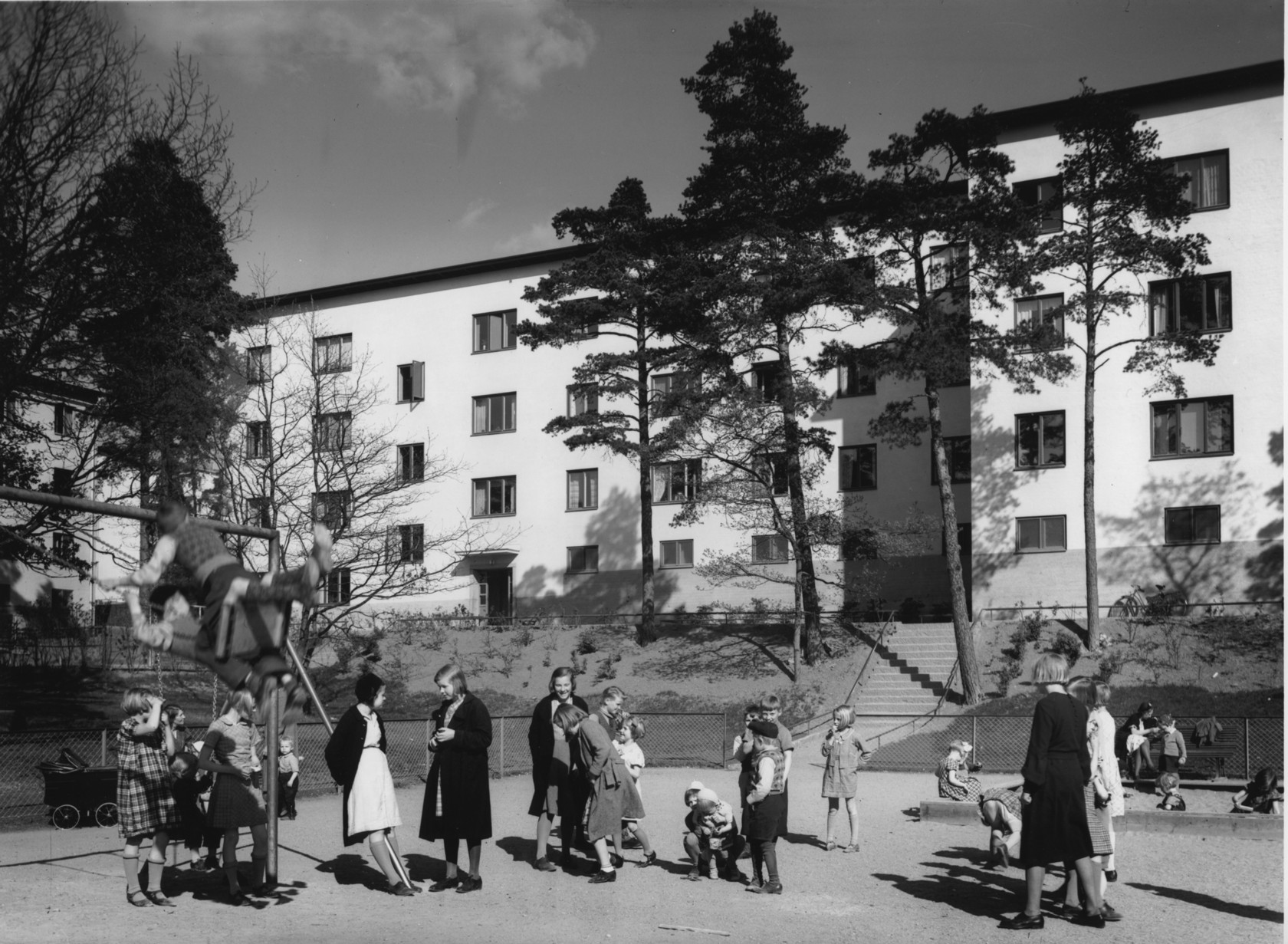
Barnrikehus i Sverige, 1930-talet.

Se även:
byggnadstyper: Smalhus, Barnrikehus, nödbostad, socialbostad, Miljonprogrammet
begrepp: Hyreskasern, Folkhemmet, social ingenjörskonst, egnahemsrörelsen, trädgårdsstad, rekordåren
händelser: Husockupationer i Sverige
övrigt: Hyresregleringar i Sverige, SBAB, Stockholms Kooperativa Bostadsförening

### Utredningar
Bostadskommissionen (1912-1918) var en svensk kommission för bostadsfrågor som tillsattes 1912 och arbetade till 1918. Bostadskommissionen genomförde bland annat den första svenska folk- och bostadsräkningen 1912-1914. Som en följd av kommissionen tillsattes 1919 den första statliga utredningen om bostadsplanering avseende smålägenheter, Kommittén angående bostadssociala minimifordringar (1920-1921), som var den första statliga utredningen om bostadsplanering avseende smålägenheter i Sverige, och innebar början på principen om normering av bostäder. Kommittén tillsattes av regeringen 1919 som en följd av Bostadskommissionen, med kommissionens tongivande ledamot och sedermera borgarrådet Yngve Larsson som ordförande. Syftet var att få fram de lägsta krav som skulle ställas på smålägenheter byggda med statliga lån och subventioner.

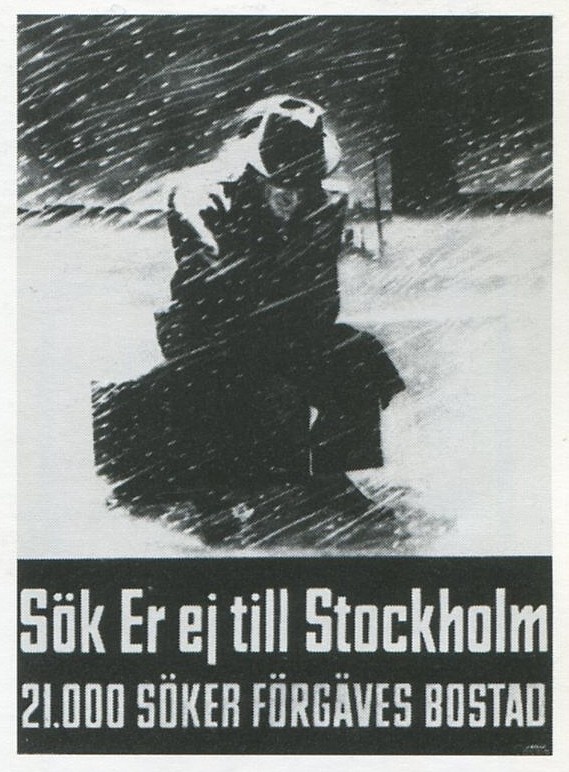
En efterkrigsaffisch som varnar för bostadsbristen i Stockholm (1946).

Bostadssociala utredningen (1933-1947) var en svensk statlig kommitté 1933–1947, vars syfte var att kartlägga landets bostadsförhållanden och utarbeta riktlinjer för bostadspolitiken. Utredningen tillsattes av socialminister Gustav Möller, och dess slutbetänkande blev grund för den bostadspolitik som kom efter andra världskriget och som i stora drag alltjämt gäller. Den låg bland annat bakom tillkomsten av allmännyttan, barnrikehusen, Bostadsstyrelsen, de statliga lånebidragen och flera innovationer på bostadsområdet. I samband med utredningen publicerade Alva och Gunnar Myrdal debattboken Kris i befolkningsfrågan.
Bostadskollektiva kommittén (1948-1956) var en svensk statlig bostadspolitisk kommitté, tillsatt 1948, som gjorde en omfattande översyn av de olika former av service som bör finnas i välordnade bostadsområden. Utredningen lämnade betänkanden om Hemhjälp, Kollektivhus, Tvätt, och Samlingslokaler. Ordförande var riksdagsledamoten och tidigare mångåriga borgarrådet Yngve Larsson, som även varit en tongivande ledamot i 1910-talets Bostadskommission.

### Kongresser
Den första bostadskongressen anordnades 1916 av Centralförbundet för socialt arbete.

### Utställningar
Hemutställningen 1917 var en utställning som arrangerades av Svenska Slöjdföreningen (numer Svensk Form) på Liljevalchs konsthall i Stockholm. Utställningen öppnades den 17 oktober 1917. Tanken var att man ville vända sig till arbetarklassen med enkla möbler och husgeråd till ett överkomligt pris, formgivna av kända svenska konstnärer och arkitekter. Utställningen föregicks av en tävling, så att de deltagande formgivarna och företagen i god tid kunde ta fram föremål till utställningen. Utställningens arbetsutskott bestod av ordföranden Erik Wettergren, textilkonstnären Elsa Gullberg, arkitekt Carl Bergsten (som även hade ritat Liljevalchs konsthall), presskommissarie Gregor Paulsson samt sekreteraren Yngve Larsson. 
Stockholmsutställningen 1930 var en nationell utställning över arkitektur, formgivning och konsthantverk, som arrangerades i Stockholm av Svenska Slöjdföreningen (nuvarande Svensk Form)  och Stockholms stad. Stockholmsutställningen 1930 varade mellan den 16 maj och den 29 september 1930 och registrerade nästan fyra miljoner besökande. Stilen kom att kallas Swedish modern.

### Politiker och opinionsbildare
Se även: Alf Johansson, Yngve Larsson, Gustav Möller, Alva Myrdal, Gunnar Myrdal, Uno Åhrén

### Förvaltning
Statens bostadslånefond (1920-?) inrättades 1920 för att bevilja "sekundärkrediter" för bostäder, dvs krediter motsvarande ytterligare en del av fastighetsvärdet utöver "primärkredit" men med hårdare återbetalningskrav. Statens bostadslånefond bytte 1930 namn till Statens bostadskreditkassa. Se även Statens bostadskreditnämnd.
Statens byggnadslånebyrå (1933-1948) var en svensk myndighet som inrättades 1933 för att stimulera nybyggnationen av bostäder i landet.
Bostadsstyrelsen (1948-1988) var en tidigare svensk central förvaltningsmyndighet med syfte att främja landets bostadsförsörjning. Bostadsstyrelsen skapades 1948 efter förslag från den Bostadssociala utredningen, genom omvandling av Statens byggnadslånebyrå och uppgick 1988 tillsammans med Statens planverk i Boverket.
Bostadsdepartementet (1974-1991) var ett statsdepartement i Sverige som handlade ärenden rörande bostadspolitik, plan- och markpolitik, byggnationsärenden, lantmäteri och övriga ärenden rörande bostäder mellan 1974 och 1991. Departementet inrättades för att ge bostadsfrågorna en egen plats inom regeringen och att samordna dessa frågor inom en enhetlig organisation. Departementet kritiserades av borgerligt håll, speciellt från moderaterna, för att centralstyra bostadspolitiken och lades ner 1991 efter den borgerliga valsegern samma år. För Bostadsdepartementet var Sveriges bostadsminister chef.
Boverket (1988-) är en central förvaltningsmyndighet lokaliserad till Karlskrona, tillkommen 1988 genom sammanläggning av tidigare Bostadsstyrelsen och Statens planverk (Planverket).

## Opinionsbildning
Se även: Villaägarnas Riksförbund, SABO, Fastighetsägarna, Hyresgästföreningen, HSB, Riksbyggen, Stockholms Kooperativa Bostadsförening, Föreningen för Samhällsplanering

## Politisk styrning
I Sveriges riksdag behandlas bostadspolitiska frågor inom Civilutskottet. Ansvarigt statsråd är sedan 2021 Märta Stenevi, vilken efterträdde Per Bolund.

## Förvaltning
Inom regeringskansliet handläggs bostadspolitiken inom Finansdepartementet.
Boverket i Karlskrona är en central förvaltningsmyndighet för samhällsplanering, stadsutveckling, byggande och boende. Verket arbetar på uppdrag av riksdag och regering, och publicerar bland annat Boverkets byggregler.